# Jólnir
Jólnir – nieistniejąca wyspa wulkaniczna na południe od Islandii, około 800 m od powstałej nieco wcześniej wyspy Surtsey. Wyłoniła się na skutek podmorskiej aktywności wulkanicznej w grudniu 1965 roku jako jeden z bocznych kominów Surtsey (pozostałe to Syrtlingur i Surtla). Zbudowana była z tefry. Zajmowała powierzchnię 0,3 km², a osiągnęła wysokość 70 m. Objętość materiału, który wydostał się podczas erupcji, ocenia się na 0,01 km³. Ostatnia erupcja na wyspie miała miejsce 10 sierpnia 1966 roku. Była to ostatnia odnotowana aktywność wulkaniczna w tym obszarze. Do października 1966 roku została zerodowana i znikła pod powierzchnią wody. Według pomiarów batymetrycznych z 1985 roku znajdowała się 37 m p.p.m.